# U.S. Agent
U.S. Agent (John Walker) es un superhéroe ficticio que aparece en los cómics estadounidenses publicados por Marvel Comics, generalmente los protagonizados por Capitán América y Los Vengadores. Apareció por primera vez en Captain America # 323 (noviembre de 1986) como Súper Patriota. Más tarde fue rediseñado como una nueva encarnación del Capitán América y, solo unos años más tarde, como U.S. Agent.
En 2012, U.S. Agent ocupó el puesto 29 en la lista de IGN de "Los 50 mejores vengadores". Wyatt Russell interpreta a John Walker en la serie del Universo Cinematográfico de Marvel, emitida por Disney+, The Falcon and The Winter Soldier (2021), también aparece en las películas Thunderbolts* (2025), Avengers: Doomsday (2026) y Avengers: Secret Wars (2027).

## Historia de su publicación
El personaje John Walker se introdujo por primera vez como super-patriota supervillano en Captain America # 323 (noviembre de 1986). Mark Gruenwald creó a Walker para contrarrestar el mensaje general en el Capitán América de que el patriotismo es invariablemente bueno y lo describe como alguien "que encarnaba el patriotismo de una manera que el Capitán América no hizo: un villano patriótico. Básicamente, solo quería hacer lo contrario a Steve Rogers. De acuerdo, Steve Rogers es un pobre chico urbano del norte. Así que haré un chico de clase media rural del sur. Cap es ahora viejo, por lo que este chico será un joven muy prometedor. El capi tiene ideales nobles, así que haré que el Super Patriota sea más realista y más pragmático. Por lo tanto, armé sus antecedentes y rasgos de carácter jugando el juego opuesto".
La instalación de John Walker como Capitán América en verdad proporcionó un gran impulso a las ventas de la serie, y siguió siendo el personaje principal de Capitán América para los temas 333 a 350, durante los cuales su personaje generalmente se vuelve más heroico. En el Capitán América # 354 se le da otro nombre y cambio de vestuario, esta vez como U.S. Agent. Que usa un disfraz desechado de Steve Rogers (el Capitán América original), un traje negro con una alineación diferente de estrellas y rayas para diferenciarlo del traje de Rogers.
Al igual que algunos compañeros del equipo de los Vengadores de la Costa Oeste que tuvieron su propia serie (como Iron Man o Hawkeye en Solo Avengers), el personaje del U.S. Agent fue lo suficientemente popular como para ganar su propia serie limitada en 1993. La miniserie se usó para terminar una Hilo de la trama del Universo Marvel de larga data que involucra al Scourge of the Underworld.
Durante los acontecimientos de Seguridad Máxima, U.S. Agent lució un nuevo traje evocador de los uniformes de policía antidisturbios y siguió usando aquel uniforme en su miniserie de 2001, que fue escrita y dibujada por Jerry Ordway.

## Biografía del personaje ficticio

### Origen
John Walker, hijo de Caleb y Emily Walker, nació en Custer's Grove, Georgia. Ella tenía un hermano llamado Michael y una hermana llamada Kate. A medida que crecía, John idolatraba a su padre, que más tarde había muerto en la guerra de Vietnam. En desafío a los deseos silenciosos de su madre , John se unió al ejército cuando alcanzó la mayoría de edad con la esperanza de demostrar que era un " héroe" como su padre. Mientras servía en el ejército, Walker se hizo  amigo de Lemar Hoskins, Hector  Lennox y Jerome  Johnson. Cuando regresaron al mundo real después de que el cuarteto cumpliera su condena juntos, John dijo que aún no habían demostrado que eran héroes.
Poco Después, un agente de poder representante de El representante se acercóse acercó al grupo y les dio más autoridad y fuerza.el grupo y les dio más autoridad fortaleza. Aceptando su proceso de aumentar su fuerza y poder, más tarde se encontraron para unirse a la Unlimited Class Wrestling Federation, incluidos varios de los emocionantes súbditos de Power Broker, Sin embargo, Walker no estaba satisfecho con esta decisión, y cuando un agente llamado Ethan Thurm se acercó a él y se ofreció a representarlo como luchador, ambos le dieron una forma que reflejaba su verdadero deseo de ser un héroe a imagen del Súper Patriota. 

### Semejanzas en conflicto
Después de transformarse en El Súper Patriota, Walker se convirtió en un héroe corporativo Patriota, oposición al Capitán América. Walker  creía  firmemente  que  el  Capitán  América  no  era  un  símbolo  lo suficientemente bueno para el país y que el título debía ser otorgado por el pueblo a la persona que ellos creían que lo amaría más. Junto con sus amigos de la guerra, el  Súper Patriota lanzó una campaña para desacreditar al Capitan America. "Bold Urban Commandos" es el nombre del grupo en el que jugaron Lemar, Héctor y Jerome y decidieron ser el grupo del Capitán América. Después de presenciar una batalla planeada entre el Súper Patriota y el equipo en uno de los mítines del Patriota, Capitán América rápidamente comenzó a sospechar que el Súper Patriota estaba manipulando al público y estaba involucrado con los Bold Urban Commandos. Steve Rogers confrontó públicamente a John Walker sobre sus sospechas y, poco después, fue atacado por los Bold Urban Commandos, lo que solo fortaleció sus creencias.
A medida que Steve trataba de mantener un vínculo positivo con el Súper Patriota, cuando los Comandos Urbanos Audaces empezaron a atentar a los estudiantes extranjeros de intercambio, argumentando que lo hacían en representación del Capitán América, Steve se topó de nuevo con Walker.  Ambos, ataviados con trajes de superhéroes, se involucraron en un intenso y extendido combate en el aparcamiento de un festival donde se presentaba el Súper Patriota. En el combate, al Capitán América le fue complicado mantener su fortaleza frente a su adversario, que poseía una potencia considerablemente superior a la suya. Finalmente, el Capitán América reconoció su derrota y empezó a indagar sobre el Power Broker, lo que lo impulsó a establecer una alianza con D-Man. 
Después de los bastidores, Red Skull había llevado a Steve Rogers a enfrentarse gradualmente con la Comisión de Actividades Superhumanas gubernamental, en un esfuerzo por despojarlo de su rol de Capitán América. Mientras Steve Rogers analizaba sus alternativas y su porvenir como Capitán América, en otra posición, un terrorista armado con una bomba nuclear buscaba arrasar con Washington. Dado que Steve no estaba accesible, Walker fue el primero en presentarse como el Superpatriota. Walker consiguió controlar al terrorista y preservar la jornada. Sus medidas resultaron beneficiosas para él, dado que el Superpatriota, el héroe más reciente en el escenario, había obtenido el respaldo del público.

### Ya no hay Capitán América.
Finalmente, Steve Rogers optó por abandonar su rol de Capitán América en vez de laborar para la Comisión, dejando al país sin un emblema significativo. Valerie Cooper, tras leer acerca de Walker en los diarios, lo convocó a tomar el rol de Capitán América debido a su empeño en rescatar a Washington. Tras algunas incertidumbres, accedió a hacerlo, pero continuó experimentando curiosidad por entender por qué dio la dimisión el último Capitán América e intentó establecer una reunión con él para debatir los asuntos, pero todo resultó inútil. 
A corto plazo, Walker obtiene el traje y el escudo auténticos del Capitán América y, en su papel de agente gubernamental, es nombrado para el equipo de superhéroes de la Comisión, Freedom Force. Walker batalla para llegar a ser tan competente como debería ser el auténtico Capitán América, y la Comisión emplea a Taskmaster para asistirle en el manejo adecuado del escudo. 
Walker pide que, además de aceptar el manto, también quiera contar con la ayuda de sus amigos. Lemar es seleccionado para transformarse en el "Bucky" de Walker, sin embargo, Héctor y Jerome son descartados debido a su implicación en actos delictivos anteriores. Héctor y Jerome, extremadamente resentidos tras ser abandonados por Walker y Lemar, se lanzan a tratar de chantajear al gobierno con su conocimiento amenazante del "nuevo Capitán América". Walker y Lemar optan por gestionar la situación por sí mismos, hurtando la armadura del vigilante y atacando a sus excompañeros en un bar. Al día siguiente, Valerie Cooper reta a Walker acerca de los informes a los que Walker elige ser sincero y admitir lo que hizo

### Abordaje de fuego
La primera labor de Walker y Lemar consiste en infiltrarse en los Watchdogs, un grupo terrorista extremadamente conservador establecido en la ciudad de origen de Walker. Walker enfrenta un conflicto ya que coincide con las opiniones fundamentales de los Watchdogs y con el hecho de que algunos de sus integrantes son amigos de su infancia. Para integrarse al grupo, Lemar se disfraza de fotógrafo de baja resolución al que Walker confunde y agrede durante una "búsqueda de talentos". Finalmente, Walker es detenido y liberado por los Watchdogs, que era su objetivo desde el inicio.
A medida que Walker se adentra en el grupo, Lemar es apresado y la pandilla opta por lincharlo. Walker debe decidir si lo permite o si revela su identidad y salva a su compañero. Permite que Lemar cuelgue con culpabilidad, realizando todas las acciones necesarias para garantizar que Lemar pueda ser liberado. Cuando el equipo opta por incendiar una biblioteca por alojar libros que percibían como ilegales, Walker opta por lo correcto y se presenta como el Capitán América, despachando al grupo de manera sencilla. Afortunadamente, él vuelve a Lemar para constatar que el hecho fue lo suficientemente potente como para liberarse de su linchamiento, pero esto no hace que Walker se sienta menos culpable por haber dejado morir a su amigo.

### El Capitan
Poco más tarde, Steve Rogers se da cuenta de que existe un nuevo Capitán América en escena y asume una nueva identidad; simplemente como El Capitán. Mediante el apoyo de Falcon, Nomad y D-Man, Steve inicia su propia trayectoria, que se asemeja a la del recién llegado Capitán América y Bucky. Al tiempo que Steve batalla contra la Sociedad de la Serpiente, Walker y Lemar se topan con el Profesor Power. En el combate, Walker se enfada con su adversario y sus constantes dispositivos y lo golpea hasta su fallecimiento. Walker siente de inmediato remordimiento y culpabilidad, como si hubiera decepcionado totalmente al ideal del Capitán América. Lemar trata de calmarlo diciéndole que deje de ser tan estricto con él mismo, a lo que Walker simplemente responde que está siendo demasiado indulgente con él.

### El fin de los Mutantes
Walker y Lemar (también asignado a Freedom Force) empiezan a forjar una rivalidad con sus colegas de equipo, que se componen en su totalidad de antiguos malhechores mutantes y miembros de la Hermandad de Mutantes Diabólicos que se disfrazan como héroes respaldados por el gobierno. Las tensiones entre ambos casi se intensifican cuando se divulga la noticia de que aparentemente los X-Men han fallecido y que el mutante denominado Apocalipsis ha ejecutado un ataque contra la nación. 
Se envía a la Fuerza de la Libertad para enfrentar a uno de los jinetes de Apocalipsis, Hambre, que está arrasando con el campo. La Fuerza de la Libertad llega únicamente para descubrir que alguien ya se ha encargado del problema que ellos enfrentan y que Hambre no se encuentra visible. Sin tener conocimiento de ello, fueron el Capitán y su equipo. 
Poco más tarde, Freedom Force es asignado para localizar a un mutante no registrado y Walker y Lemar se asombran al hallar que es un adolescente atemorizado. Tras frenar a los resistentes, son abordados por Los Resistentes que vencen a Freedom Force con bastante facilidad y liberan al cautivo mutante. Walker y Lemar despiertan posteriormente al percatarse de que nuevamente se equivocaron, decidiendo buscar a los Resistentes y rectificar su fallo. 

### El derrumbe
Tras diversas misiones exitosas, la Comisión opta por descubrir al público que el Capitán América actual es en realidad un sustituto. A medida que se alista para su primera presentación oficial, Lemar decide modificar su nombre de superhéroe a Battlestar tras comprobar que el término "Bucky" poseía significados racistas en algunas regiones del país. Mientras los dos héroes se dirigen a la audiencia, Jerome y Hector los abordan en el escenario, donde ahora se conocen como Right-Winger y Left-Winger. Anuncian al público que la auténtica identidad del nuevo Capitán América es John Walker de Custer's Grove, Georgia. Sin embargo, antes de poder revelar más, Walker y Lemar los someten en un enfrentamiento.
Poco más tarde, Walker y Lemar son encargados de apresar a Steve Rogers, de quien la Comisión ha sabido de sus acciones como El Capitán tras una significativa crisis en la que salvó al presidente Ronald Reagan de Viper. En otra ubicación, en Custer's Grove, los progenitores de Walker son capturados como cautivos por integrantes de los Watchdogs que buscan revancha por el enfrentamiento anterior del nuevo Capitán América con ellos.  Walker pronto se da cuenta de esto y deja su misión para tratar de rescatar a sus progenitores. 
Walker llega a Custer's Grove y se entrega a los Watchdogs, quienes lo llevan a un granero abandonado donde pretenden colgarlo. Los padres de Walker son llevados a ver cómo ejecutan a su hijo y se sorprenden al descubrir que su hijo es en realidad el Capitán América. Al darse cuenta de que sus padres aún están en peligro, Walker logra escapar de su soga e intenta abrirse camino para poner a sus padres a salvo, pero en el camino ambos quedan atrapados en el fuego cruzado y mueren. El acto hace que Walker pierda todo el control y ataque brutalmente y asesine a todos los Watchdogs presentes. Después de matar a los asesinos de sus padres, Walker se derrumba y pronto es arrestado en la escena del crimen.

### Offline / Ausente de servicio
Walker es liberado y nuevamente sometido a la atención de la Comisión, donde es reprimido y le instruyen sobre la necesidad de ceder su uniforme y escudo.  A Walker, que aún se encuentra agobiado por la pérdida de sus padres, no le preocupa nada y se siente contento de cumplir. No obstante, antes de poder abandonar su puesto en la Comisión, Walker obtiene otra oportunidad para evidenciar su valía como Capitán América, sin que él lo reconozca, gracias a las acciones del infiltrado de Red Skull en la Comisión. 
Walker y Freedom Force, que se transforman nuevamente en el Capitán América, buscan volver a enfrentar a Los Resistentes. En esta ocasión, el equipo planea extraerlos de su escondite empleando a un mutante cautivo como cebo y posteriormente seguir su camino hasta su base. No obstante, el plan se desmorona completamente cuando los Resistentes arriban para liberar al cautivo y, en medio de la locura, Walker nuevamente pierde el control y asesina y daña seriamente a todos los Resistentes que están presentes. La Comisión y el resto de la Fuerza de Libertad se movilizan para sancionar a Walker por sus actos, mientras que Lemar descubre que Walker se vio forzado a no asistir al funeral de sus padres en pro de esta misión.
Aunque está en conflicto con la Comisión y es posible que lo sometan a juicio por múltiples acusaciones de homicidio, Walker opta por rastrear a Héctor y Jerome. Involucrándose a ambos por la muerte de sus progenitores, empieza a aproximarse y amenazarlos, lo que resulta en un enfrentamiento entre Walker y sus antiguos compañeros en una plataforma de petróleo. Se inicia un enfrentamiento brutal entre Walker y ambos y, después de golpearlos, Walker los ata a ambos, enciende una cerilla y los deja en el fuego de un petróleo. Walker se aleja sonriendo mientras sus antiguos compañeros gritan de desesperación mientras están envolvidos en fuego. Los dos sobreviven de manera milagrosa al suceso, pero son gravemente lesionados. 

### Guerra de la Evolución
A medida que el Alto Evolucionador proclama la guerra contra la humanidad, Flag-Smasher aparece y captura a todos los puestos de avanzada del Ártico, exigiendo ver al Capitán América a cambio de liberar a sus cautivos. Aunque la Comisión lo ha despedido recientemente, opta por enviar a Walker con la premisa de que Flag-Smasher no percibe la diferencia. 
Durante la travesía, Walker se presenta emocionalmente distanciado de todos, incluyendo a Lemar. Cuando Walker alcanza la posición de avanzada, Flag-Smasher insiste en que se rinda, lo que Walker rechaza sosteniendo que no le importa si Flag-Smasher lo asesina a él o a uno de los cautivos.  Con esto, Flag-Smasher se da cuenta de inmediato de que no es el auténtico Capitán América y provoca una lucha entre ambos que resulta en la derrota de Walker. 
Walker es secuestrado y torturado por Flag-Smasher durante los siguientes días hasta que Lemar llega junto a los Vengadores, a quienes había recurrido en busca de ayuda en lugar de a la Comisión o Freedom Force, y juntos liberan a Walker. Flag-Smasher escapa, con el escudo del Capitán América, y luego es atacado por los Vengadores y Steve Rogers recupera su escudo del terrorista.

### Punto de calentamiento
Además de los cargos de homicidio y las numerosas misiones infructuosas, Walker también es acusado de haber perdido el escudo original del Capitán América durante la batalla con Flag-Smasher, razón por la cual la Comisión finalmente se desvincula de él y lo expulsa definitivamente. Mientras Lemar trata de ayudarlo y consolarlo, Walker lo expulsa por haberlo humillado, pensando que podría haber huido de Flag-Smasher sin su asistencia y por traer a los Vengadores.
Tras esto, Red Skull coordina un encuentro entre John Walker y Steve Rogers, furiosos, con la intención de que Walker asesine a Steve. Tras que Red Skull, ataviado, consigue persuadir a Walker de que Steve es el último culpable de la muerte de sus padres, Walker y Steve enfrentan una batalla feroz y cruel. Con ambos hombres a punto de perder, Steve consigue finalmente desentrañar la implicación de Red Skull a costa de su triunfo sobre Walker.  Red Skull se lo comunica a ambos individuos, y Walker decide proteger a Steve de un ataque inesperado de Red Skull en el instante final.
Red Skull consigue huir y ambos hombres optan por ir juntos a la Comisión con el fin de esclarecer todo y revelar las maquinaciones de Cráneo Rojo en numerosos sucesos que han conducido a esta situación. Steve muestra resistencia a volver a ser el Capitán América por el deseo de la Comisión, hasta que Walker se aproxima a Steve y le implora que vuelva a ser el Capitán América, convencido de que nadie más podría igualar el legado del Capitán América.

### El U.S. Agent
Después de abandonar su papel de Capitán América, Walker se dispone a enfrentarse a las sanciones por sus delitos y, en una conferencia de prensa donde anuncia su dimisión, se transforma en el blanco tanto de Scourge como de los Defensores. Walker es asesinado por un integrante de los Guardianes, sin embargo, antes de que su atacante pueda huir, Scourge lo mata con un disparo. 
Después de la muerte de Walker, Lemar comenzó a cuestionar los sucesos y la postura de la Comisión de esconderlo todo bajo la alfombra. Al comprobar que Walker no había fallecido, abandonó tanto a la Comisión como a la Freedom Force. Después del intento de homicidio de Walker, la Comisión dedicó los meses subsiguientes invirtien. Con los recuerdos de la muerte de sus padres, reprimidos hasta tal punto que aún pensaba que estaban vivos, junto con un nuevo atuendo y nombre, el U.S. Agent se transformaba en el nuevo agente de gran poder de la Comisión. El atuendo que usaba era el uniforme descartado de Steve Rogers durante su etapa como El Capitán, y estaba completo con el emblema de Vibranium que Black Panther había creado para que Steve lo llevase.do gran cantidad de tiempo y recursos en su entrenamiento y asistencia con terapia para manejar la pérdida de sus padres.
El proyecto U.S. Agent de la Comisión fue su reacción a no tener la capacidad de controlar al auténtico Capitán América tal como lo hicieron con Walker. Entre las dos partes se alcanzó un pacto que establecía que la Comisión autorizaría a Steve a seguir siendo el Capitán América sin obstáculos si abandonaba su antiguo atuendo e identidad de "Capitán" y aceptaba al Agente de los Estados Unidos como parte de los Vengadores.

### El Chasquido
Tras conseguir el Guantelete del Infinito, Thanos empleó el enormemente potente artefacto para aniquilar la mitad de todos los seres vivos del Universo con el fin de impresionar a su amada, la Muerte. En la Tierra, esto implicó que una gran cantidad de la población desapareció de manera inesperada de la existencia, incluyendo a Walker. Tras ser derrotado Thanos por lo que restaba de los héroes, todos aquellos que faltaban regresaron a la vida. 

### Infinity War
Cuando Magus creó doppelgängers de los héroes terrestres, Mr. Fantastic convocó una asamblea de prácticamente todos los superhéroes de Estados Unidos en el Edificio Baxter. Walker se unió a los Vengadores y tras descubrir la existencia del doppelgänger, las tensiones se incrementaron, situación que solo se agravó cuando Walker hizo señalamientos contra Gambit. Tras presentar a Mr. Fantastic y Iron Man como fraudulentos, los héroes descubrieron la implicación de Thanos y se movilizó una Fuerza Expedicionaria para combatirlo, mientras que varios héroes, entre ellos Walker, se quedaron en el Edificio Baxter. Los héroes que permanecieron en la Tierra finalmente batallaron contra un enorme ejército de doppelgängers de Magus, mientras que la Fuerza Expedicionaria trataba de interferir con la situación más relevante.  Finalmente, los doppelgängers se agotaron tras un enfrentamiento en masa con los héroes.

### Ultron suelto
Cuando los Vengadores volvieron a su mansión, tuvieron una reunión para determinar qué hacer con la labor de Walker para la Comisión. Antes de que se pudiera tomar alguna medida, War Machine apareció pidiendo su incorporación al equipo. Walker y los Vengadores, de manera temporal, se liberaron de la responsabilidad y se dirigieron a asistir a Myron MacLain, solo para descubrir que, en el breve periodo que les tomó llegar allí, había sido sustituido por un replicante robótico.  Tras la derrota del impostor por parte de los Vengadores, descubrieron que Ultron tenía en mente un nuevo plan inusual. 
Ultrón capturó a Mockingbird y transformó a Alkhema en una nueva amiga robótica, replicando sus patrones de pensamiento. Después, ambos robots batallaron contra los Vengadores con el objetivo de aniquilarlos definitivamente, adquiriendo una ojiva nuclear e iniciando su propio holocausto. Mientras los Vengadores se precipitaban frenéticamente para frenarlos, Walker fue hipnotizado para atentar contra Hawkeye, quien desde ese momento había vuelto a ser Goliat. Por otro lado, los Vengadores emplearon la ojiva para arrojar a Ultrón y a Alkhema al espacio y, pese a que observaron que no los aniquilaron, les tomaría un periodo volver a la Tierra. 

### Paz sagrada
Walker empezaba a sentirse extremadamente insatisfecho con el trato que sus compañeros Vengadores le proporcionaban y pensó en dejar el equipo. Sin embargo, antes de poder manifestar tal pensamiento, el equipo fue atacado por dos nuevos integrantes de The Pacific Overlords:  Klaw y el Sol Naciente de Bogatyri.  Tras la batalla de Walker contra Morning Star, ambos malhechores volvieron a Demonica, la nación del Doctor Demonicus y el soporte de los Pacific Overlords. 
Al atentar los Vengadores contra Demonica, Walker y Mockingbird fueron apresados por los Señores Supremos del Pacífico y hallaron que Demonicus se enfrentaba a un demonio conocido como Raksasa.  Al identificar a quién verdaderamente respondía su amado, tanto Klaw como Morning Star se unieron a Walker y Mockingbird para combatir a Demonicus y sus Señores Supremos del Pacífico. Después de derrotar a los villanos, Walker y Morning Star se besaron y Morning Star prometió que se volverían a encontrar en circunstancias más felices o como enemigos. Walker los miró, aturdido por el beso.

### Conflictos en el equipo
Cuando Hawkeye y Mockingbird optaron por abandonar a los Vengadores con el fin de colaborar en su matrimonio, el equipo seleccionó a un nuevo líder.  A pesar de que Walker pidió que él mismo tomase el rol, la Bruja Escarlata fue seleccionada en su puesto. Dado que sus compañeros de equipo lo desestimaban a él y a su aportación de nuevo, Walker decidió ir en solitario y golpear a algunos malintencionados. Lamentablemente, los adversarios con los que se topó fueron Hangman y una recién formada Legión Letal.  Walker resistió de manera admirable a los malhechores, pero al final se desgastó y cayó. Sus colegas Vengadores aparecieron justo en el momento adecuado para que él expresara su satisfacción por no ser nombrado líder, ya que ahora tendrían que elegir a un nuevo líder. Walker fue trasladado al hospital en condición crítica y, de manera milagrosa, se recuperó.  Al revelar a sus colegas acerca de la recién creada Legión Letal, Walker se sintió devastado al descubrir que no podía participar en la acción con los Vengadores y tuvo que quedarse en el hospital.  Durante la vigilancia de Mockingbird a Walker, ambos fueron atacados por Coldsteel y Zyklon de la Legión Letal, quienes capturaron a Mockingbird y buscaban ceder su alma a Satannish. 
Los Vengadores se reunieron para viajar al reino de Satannish con el objetivo de rescatar a Mockingbird. En ese lugar, Mephisto se aproximó a ellos y les solicitó que rescataran las almas de la Legión Letal, que representaban versiones renacidas de algunas de las personas más desagradables de la trama.  Previo a que Mephisto persuadira a Hawkeye a aceptar, Scarlet Witch llevó al grupo al reino de Satannish, donde buscaban liberar a Mockingbird.  Todo parecía marchar bien hasta que Mephisto apareció y atacó al equipo como reacción a su propuesta.  A medida que arrojaba bolas de azufre al equipo, Mockingbird fue impactado por una y luego falleció. 

### No mas West Coast Avengers
Los Vengadores se unieron a los X-Men para combatir a Exodus, quien pretendía eliminar a Luna, la hija de Quicksilver y Crystal, por su incapacidad para convertirse en mutante. Walker y Beast fueron enviados para salvaguardar al Profesor X, mientras que el resto de los Vengadores trataban de apagar la guerra civil que aniquilaba la isla de Genosha. 
Después del enfrentamiento en Genosha, los Vengadores dejaron de funcionar bajo la dirección de las Naciones Unidas. El Capitán América y Black Widow determinaron que sería más conveniente clausurar su filial de la Costa Oeste y desvincular a la mayoría de sus integrantes actuales del servicio en funcionamiento. Con la ausencia de Hawkeye y Wonder Man en la reunión, los Vengadores restantes no contaban con mucha argumentación para sostener que el equipo continuara en actividad. Walker se irritó al ser nuevamente tratado como basura por individuos que consideró amigos, y posteriormente optó por abandonar su rol de superhéroe por completo. Una elección simbolizada cuando arrojó con melodía su escudo y disfraz al río Hudson, declarando que ya no tiene fe en nada.

### Force Works
Finalmente, Walker fue llamado por sus excompañeros de equipo que buscaban que volviese a unirse a ellos en un nuevo equipo de la Costa Oeste. No obstante, Walker se resistió y no deseaba volver a formar parte de un equipo que simplemente no se interesa por él o su aportación. Tras recibir palabras de confort de la Bruja Escarlata, Walker reconsideró y accedió a formar parte del equipo. Sin su atuendo y emblema, Walker contaba con un nuevo atuendo y un nuevo emblema de plasma creado por Stark Industries, que se diferenciaban drásticamente de lo que llevaba antes.
Walker, armado y en el seno de los Force Works, batalló contra las fuerzas invasoras de los Kree y The Scatter. Sin embargo, él, Spider-Woman y Scarlet Witch fueron vencidos y apresados por los Kree.  Al ser liberados, tuvo lugar un enfrentamiento en el que el equipo perdió a Wonder Man y obtuvo un nuevo integrante, Century. 
Poco más tarde, Walker encontró a Hawkeye, a quien no había visto desde el conflicto con Genoshan, y tras un enfrentamiento entre ambos, Walker intentó recuperarlo para Force Works. A pesar de que Hawkeye no se unió, él y Walker mantuvieron un extenso debate en el que consiguieron superar sus discrepancias, en cierta medida debido a que Walker fue uno de los escasos Vengadores que tuvo la oportunidad de asistir al funeral de Mockingbird. Ya no se enfrentaban, Walker y Hawkeye volvieron a separarse cuando Walker volvió a Force Works y Hawkeye se marchó a llorar.

### Los más buscados
Poco más tarde, Walker dejó de ser un Vengador y Edwin Cord lo contrató para encabezar al Jurado. Sin que Walker lo estuviese al tanto, el grupo había sido reclutado para convertirse en nada más que el equipo de matones personal de Cord. Basándose en el patriotismo de Walker y su anhelo de convertirse en un héroe, Cord designó al Jurado para perseguir a los Thunderbolts, quienes recientemente habían sido descubiertos como los Maestros del Mal. Tras su primera batalla con el equipo, el Jurado fue mayoritariamente derrotado por los Thunderbolts y su recién nombrado líder Hawkeye. 
Walker y su equipo abandonaron el combate y volvieron a la base. Walker empezó a tratar de capacitar a sus hombres, pero no lo consiguió.  Posteriormente, Walker intentó encabezar al Jurado en un enfrentamiento contra Graviton, pero se irritó al observar que Cord se oponía a su autorización, dado que no se obtuvo ningún beneficio personal en la contienda. Al revelarse la auténtica esencia del Jurado, Walker se mantuvo callado con el equipo, pero no se empeñó en esconder su descontento por su método de operación. Walker y el Jurado volvieron a enfrentar a los Thunderbolts, pero en esta ocasión, Walker optó por unirse a Hawkeye y a los Thunderbolts. Walker autorizó la liberación de Hawkeye y los Thunderbolts, dando así su renuncia al Jurado.

### Seguridad Máxima
Walker retornó a la Comisión y fue seleccionado para encabezar el Escuadrón de Respuesta a Actividades Tácticas Superhumanas, una fuerza creada para conducir a los delincuentes sobrehumanos frente a la justicia. Walker, vestido con un nuevo traje, recorrió el país capturando a supervillanos en cautividad y perseguidos, como la Brigada de Demolición. Cuando un consejo intergaláctico optó por sancionar a la Tierra por su continua implicación en sus problemas, la Tierra se transformó en un planeta cárcel para delincuentes intergalácticos y Ronan el Acusador fue elegido como el "guarda" de este nuevo reclusión. Walker se encontró inmerso en los sucesos y volvió con los Vengadores para asistirlos en la batalla contra las amenazas intergalácticas que surgían dentro de él.
Tras tomar finalmente la dirección de los Vengadores durante el periodo de conflicto, Walker también consiguió persuadir a los varios cautivos alienígenas para que batallaran por el lado terrestre y guio a los Vengadores hacia la lucha contra Ronan. Cuando se enfrentaron uno contra uno con el "guardián", Ronan aplastó a Walker.  No obstante, decidido a abandonar consciente de que todo el planeta está en peligro, Walker consiguió continuar su batalla con tenacidad y consiguió vencer a Ronan de manera autónoma. 
Una vez concluido el conflicto, los Vengadores expresaron su gratitud a Walker por haber salvado el día y liderado de manera eficiente al equipo. Sin embargo, Walker negó su agradecimiento y, en su lugar, los responsabilizó parcialmente por la mayoría de los sucesos que les habían ocurrido recientemente. 

### Los Invasores
El secretario de defensa, Dell Rusk, eligió a Walker para encabezar un nuevo equipo de Invasores. Una vez más, Walker tuvo la tarea de hallar integrantes para su nuevo equipo y consiguió reclutar a dos de los Invasores originales para su equipo: Además de sus aliados como Union Jack, Spitfire y Blazing Skull, Namor cuenta con la Antorcha Humana original. La tarea inicial de los Invasores consistió en apoyar a la fuerza atlante de Namor para reemplazar al presidente del estado dictador y abundante en petróleo conocido como Mazikhandar, como reacción a la resistencia de Mazikhandar a poner fin a la polución de las aguas atlantes. 
El equipo pronto se topó con los Vengadores debido al conflicto que estaba surgiendo en el Medio Oriente. A medida que los dos equipos se enfrentaban, Walker se topó de nuevo con Steve Rogers. Sin embargo, en esta ocasión, Rogers consiguió tomar ventaja y reveló a Walker y a sus colegas Invasores que Dell Rusk en realidad era Red Skull y que evidentemente tenía un motivo encubierto para formar el equipo.
Al descubrir que el equipo no era más que una herramienta de Red Skull, Walker decidió mantener al equipo unido, continuar desempeñando el papel del Capitán América y concluir su misión, una elección que una vez más lo condujo a romper todos sus vínculos con los Vengadores. Los Invasores consiguieron suplantar al tirano de Mazikhandar con un nuevo líder político que ejecutó de manera sumaria a su antecesor, causando sorpresa y desconcierto entre los héroes congregados. 

### Inusual y Cruel
Una vez más, el Capitán América se topó con los nuevos Invasores, provocando un nuevo conflicto entre ambos Capitanes. Walker sostiene que requiere ser el Capitán América para prestigiar al país y porque el Capitán América requiere combatir. Walker reveló que el motivo de su retorno como Capitán América fue porque los Invasores requerían la dirección del Capitán América. Al descubrir que a Steve Rogers nunca se le solicitó la dirección de los nuevos Invasores y que a Walker se le estaba usando para desprestigiar al Capitán América, el auténtico Capitán América le señala a Walker que tiene los derechos de autor del uniforme y que recibirá noticias de su abogado. 
Pese a la tensión entre ambos, ambos Capitanes América se involucraron con los Invasores en lo que poco después se convirtió en su última misión. A medida que batallaban contra U-Man y las tropas de la Atlántida, el equipo descubre que su aliado Tara es en realidad un agente encubierto asignado por Red Skull con el objetivo de detonarlos y aniquilarlos a todos. La Antorcha Humana, sacrificándose para proteger a sus compañeros y a Tara, absorbe toda la energía de Tara y se eleva hacia el firmamento, donde explota. 
Tras la muerte del héroe, Walker y Rogers dejaron de lado su renovada animosidad y ambos asistieron al funeral de la Antorcha vestidos con sus respectivos uniformes del Capitán América. Después de presentar sus respetos a su camarada caído, Walker reunió a Union Jack, Spitfire y Blazing Skull y dijo que debían regresar para ayudar a Tara, insistiendo en que no dejaran a nadie atrás.

### Civil War
En los sucesos de la Guerra Civil, John se unió a los héroes pro-registro y se mostró preparado para acatar cualquier exigencia de su gobierno.  Regresando a su rol de Agente de Estados Unidos, se le asignó la tarea de rescatar a delincuentes escapados que estaban aprovechando el ambiente de temor para cometer delitos mientras los héroes se enfrentaban entre sí. Esta labor lo conectó directamente con el Hombre Púrpura, que forzó a Walker a desprenderse de su escudo y saltar desde un alto nivel, lo que resultó en la fractura de la mayoría de los huesos de su cuerpo.
Iron Man alabó a Walker por su excelente labor y lo designó como líder del primer equipo de la Iniciativa; Omega Flight, con base en Canadá, un aspecto que Walker consideraba desagradable. No fue hasta que halló que el Hombre Purpura había ido a Canadá que mostró su disposición para formar parte del equipo. 

### Proyecto: la iniciativa
En Canadá, se unió a su amiga de siempre Spider-Woman, junto a los exintegrantes de Alpha Flight Talisman y Sasquatch. El equipo batalló en compañía de Beta Ray Bill contra un Wrecking Crew poseído, adoptó a un nuevo integrante del equipo en el papel del individuo responsable de las muertes de la mayoría de los Alpha Flight originales y congregó a supervillanos como Titania, en un combate en el que John finalmente recuperó su escudo, el Hombre Púrpura. John también se asombró ante la pérdida de su ex aliado, el Capitán América, en el punto culminante de la Guerra Civil, interpretándolo como un severo impacto en el orgullo nacional de Estados Unidos. Aunque mostró un rostro audaz para resaltar su fortaleza, reiterando que algún día habría revancha, se sumergió en una furia desmedida cuando un supervillano que Omega Flight trataba de frenar se mofa de la muerte del Capitán América.
Talisman rápidamente causó descontento en el grupo con Michael Pointer, el individuo responsable de las muertes de sus excompañeros de equipo, quien fue nombrado como el nuevo Guardián. Walker manifestó una inquietud continua por la condición mental de Pointer cuando su conjunto de poderes continuó siendo incoherente y solo se volvió más perplejo cuando surgieron los cuerpos sin vida de prisioneros mutantes. Finalmente, el Agente de Estados Unidos, con el apoyo de Spider-Woman y su pareja The Shroud, halló que los oficiales canadienses manipulaban a Pointer para transformarlo en un instrumento de defensa para la nación mediante su terapeuta. Con el descubrimiento de la conspiración, Pointer se reincorporó al grupo de manera regular en el campo y mostró un poco más estable y agradecido por la atención del Agente Americano y Spider-Woman.
Mucho más tarde, el equipo combatió a los Skrulls invasores en Canadá, siendo uno de los dos grupos de la Iniciativa donde los Skrulls no consiguieron infiltrarse durante su Invasión Secreta. El equipo pudo superar cualquier peligro Skrull y Canadá se mantuvo a salvo de la guerra intergaláctica.

### Dark Reign
Tras el conflicto Skrull, Norman Osborn tomó las riendas en América Central y, en consecuencia, el US Agent fue reclutado en el equipo de Vengadores de Hank Pym para luchar contra el propio grupo de Osborn. En contraposición a muchos de sus colegas de Vengadores, Walker estaba preparado para brindarle una oportunidad a Osborn. Walker rápidamente modificó su perspectiva cuando Osborn intentó asaltar y tomar control de Asgard.

### Siege
US Agent y los demás integrantes de los Vengadores batallaron contra el equipo de operaciones negras de Norman Osborn, los Thunderbolts, en el corazón de Asgard. En el combate, Walker batalló con fervor para recuperar la Lanza de Odín de los Thunderbolts. Nuke, también llamado Scourge, de los Thunderbolts se enfrentó en persona con US Agent y parecía ser vencido. Sin embargo, en el desorden de Asgard, donde Sentry fue derribado, y en un asombroso golpe de fortuna, Nuke logró tomar la Lanza de Odín.  Aturdido por la caída de Asgard a Oklahoma, US Agent intentó recuperar su equilibrio. Sin embargo, antes de conseguirlo, Nuke cortó el brazo y la pierna izquierda de US Agent con un solo disparo. 

### Edad Heroica
Walker, herido sirviendo a su país, finalmente logró cumplir su sueño de ser un héroe como su hermano caído. Al carecer de extremidades, ya no podía servir como un Vengador activo y se le ofreció un trabajo como guardián de La Balsa, la prisión sobrehumana, por sus acciones heroicas durante el Asedio. Walker acepta el trabajo, deseando volver al servicio, y sus extremidades amputadas son reemplazadas por prótesis. La Balsa ahora se utiliza como base de operaciones para Luke Cage y sus nuevos Thunderbolts. 
Fixer le informó a Walker que podía equiparlo con mejores prótesis, a lo que Walker se negó, pues no quería ser tratado de forma diferente a un veterano del ejército y despreciaba la idea de convertirse en un "cíborg", como el que le costó el brazo y la pierna. Gracias a su trabajo en La Balsa, también ha asumido un papel en la gestión del proyecto Thunderbolts junto a Luke Cage y Pájaro cantor. Como Guardián de La Balsa, durante un intento de fuga de la prisión, Walker eliminó a tres supercriminales él solo; sin que la falta de extremidades le impidiera hacerlo en absoluto. Desde esta escaramuza, los prisioneros se dejan intimidar fácilmente por Walker, sabiendo que no se puede jugar con él.

### Fear Itself
Walker se vio envuelto en la destrucción de La Balsa durante los eventos de Fear Itself, particularmente cuando Thunderbolt Juggernaut se convirtió en uno de los "dignos". Tras una fuga y el caos que se desató en La Balsa, Walker y Fantasma intentaron restablecer el orden tras el caos causado por Juggernaut y los fugitivos. A lo largo de su difícil situación, Ghost comenzó a respetar a Walker por sus intenciones a pesar de la actitud de los reclusos hacia él.
El ex Thunderbolt Calavera intentó escapar de La Balsa, donde se enfrentó a sus compañeros Thunderbolts y a Luke Cage. Tras aparentemente vencer a Cage, Walker confrontó a Crossbones diciéndole que se retirara. Crossbones reprendió a Walker por ser un lisiado e incapaz, tanto literal como figurativamente, de enfrentarse a él. Walker respondió disparándole a Crossbones. Sin embargo, después de otra batalla con los Thunderbolts restantes, Crossbones escapó, apenas herido por el disparo de Walker.

### Destrozado
Poco después, se produjo otra fuga en La Balsa para liberar a Norman Osborn. Walker, quien había estado drogado mientras esto ocurría, se convirtió en sospechoso y fue interrogado por Daisy Johnson de SHIELD.

### Cataclismo
Luke Cage, Pajaro Cantor y MACH- V confiaron en Walker al sospechar que algo andaba mal con el Comité Asesor Federal de los Thunderbolts. Los cuatro formaron una discreta alianza para descubrir qué estaba sucediendo realmente, en particular con respecto al nuevo equipo de Thunderbolts designado por el Gobierno, que incluía a los antiguos aliados de Norman Osborn. Tras el ataque de Songbird y MACH-V, Walker liberó al Juggernaut de su prisión para ayudar en la inminente batalla entre ellos y el nuevo equipo de Thunderbolts del Gobierno.
Acompañando a Songbird, MACH-V y Hank Pym a Sharzhad, Walker recibió la tarea de llevar a los prisioneros de vuelta a La Balsa en un Quinjet de los Vengadores. Acompañado por Skaar y Moonstone, el Quinjet fue atacado por la cautiva Toxic Doxie en un último intento por escapar. Cuando el Quinjet cayó, Man-Thing lo transportó a otro lugar para evitar chocar con el resto de los Thunderbolts.
Walker y los Thunderbolts fueron transportados a un extraño y distópico universo alternativo donde los superhéroes estaban en una guerra territorial. El equipo fue mantenido fuertemente sedado por un villano Iron Man y su esclavo Hank Pym hasta que Toxie Doxie logró librarse del sedante y tomar el control de Pym ella misma. Toxie Doxie comenzó a usar esta versión de los recursos de Industrias Stark y la experiencia de Pym para operar a sus compañeros Thunderbolts.
Usando la contraparte de Venom de esta realidad para sintetizar nuevas extremidades, Toxic le devolvió a Walker las extremidades que perdió durante el Asedio de Asgard. Al despertar, encontrar sus nuevas extremidades y enterarse del problema del equipo, Walker se apresuró a reanudar su carrera como Agente de los Estados Unidos y eligió liderar a los Thunderbolts improvisados para regresar a su mundo real.
Tras enfrentarse a la pandilla callejera de Spider-Man y tener una intensa pelea con el malvado Doctor Strange, U.S.Agent y los Thunderbolts lograron regresar a su propia realidad y detener un complot de A.I.M. que implicaba manipular la corriente temporal. Al regresar a casa, Skaar aprovechó la oportunidad para abandonar el equipo a la primera oportunidad y Ai Apaec fue aplastado por Toxic Doxie, quien había comenzado a encontrarlo increíblemente molesto. Toxic Doxie "convenció" a U.S.Agent de que se habían ganado el derecho a la libertad y que bajo su atenta mirada podrían lograr algo bueno. El U.S.Agent, obviamente controlado mentalmente, decidió liderar a los Vengadores Oscuros en una carga; "¡A la victoria!"

### AXIS
Durante AXIS, Walker es visto trabajando como reclutador militar. Con el nuevo Capitán América temporalmente convertido en malvado y la mayoría de los Vengadores ya sea malvados o cautivos, Walker es reclutado como parte de un equipo de emergencia de Vengadores por Valeria Richards y Phil Coulson. Los Vengadores sustitutos logran contener a la desenfrenada Bruja Escarlata el tiempo suficiente para que el Doctor Doom (transformado temporalmente en una figura más heroica) absorba su energía, lo que la obliga a huir. La energía capturada se usa entonces para resucitar a Cassie Lang.

### Hombre del Gobierno
El gobierno de EE. UU. recurrió a los servicios de Walker en dos ocasiones memorables desde AXIS. Una vez, cuando un grupo de adinerados con poder de decisión quería que recuperara el escudo del Capitán América de manos de Falcon, quien había usado su puesto para combatir el racismo. Sin embargo, finalmente dimitió por orden del propio Steve Rogers.
La otra fue cuando fue asignado a Force Works, una organización autorizada por el gobierno, durante la Revolución de la I.A. El equipo investigaba a varios Deathloks que se reunían en una isla, solo para descubrir que MODOK construía en secreto un Dreadknought gigante. Tenían órdenes de traer pruebas para que el gobierno pudiera aprovechar el avance tecnológico, y cuando el equipo se rebeló contra esas órdenes, Walker también lo hizo, algo inusual en él.
Perdió su puesto en el gobierno cuando fue enviado a sofocar la Protesta de las Mantas de Playa. Los residentes protestaron durante 30 horas contra los Ejercicios Navales de EE. UU. realizados en Puerto Rico. El equipo de Walker recibió luz verde para abrir fuego, algo con lo que Walker se opuso por completo. Cuando la protesta contraatacó tras ser antagonizada, los militares trajeron un A.D.S., que Walker destruyó inmediatamente, lo que le costó su puesto.

### American Kaiju
Para irritar a Valerie Cooper, un oficinista activó a John Walker para una operación delicada. Walker recibió un mensaje codificado de su usuario que lo envió a Ephraim, Virginia Occidental, un antiguo pueblo minero que se convirtió en centro de distribución de una empresa llamada Virago. Una vez allí, Walker se enfrentó a un equipo de SHIELD, liderado por su hermana, Kate. Ella afirmó que buscaban pilas de combustible de helitransporte robadas que, según ella, se habían llevado los habitantes del pueblo.
La respuesta honesta fue que Virago era una fachada de SHIELD para deshacerse de los desechos de combustible del helitransportador, así como de un sujeto de prueba muerto del Proyecto Kaiju Americano. El combustible inestable se filtró en el búnker del kaiju, reviviéndolo. Kate se había asociado con la nueva agente estadounidense, April Manning, para aprovechar un suero de prueba del proyecto kaiju. Planeaban usarlo para contraatacar las mentiras del gobierno y la avaricia corporativa que arruinaban la ciudad de Ephraim. Walker se vio obligado a detenerlos porque las únicas personas a las que estaban lastimando eran la ciudad y ellos mismos.

### Los estados unidos del Capitán América
Walker recibió una llamada del Capitán América cuando necesitaba ayuda para lidiar con unos impostores. Sin y Speed Demon habían robado el escudo del Capi y lo usaban para arruinar el buen nombre del manto del Capi para su jefe, el Comandante Krieger. Ahora, su objetivo era una instalación del NORAD que albergaba al espíritu Hate-Monger. Cuando el Capi solo pudo conseguir que dos miembros de la recién descubierta Red de Capitanes se unieran a ellos, le pidió a Walker que reforzara sus filas. Desafortunadamente, Krieger logró escapar con Hate-Monger, pero el equipo detuvo a Sin y Speed Demon.
Walker usa sus habilidades de interrogatorio con Sin, obteniendo su ubicación. Desde allí, Hate-Monger planeó una transmisión para cautivar al país y que se odien mutuamente. Walker sigue al Capi y a Falcon hasta el lugar, pero es una trampa. Afortunadamente, Bucky lo descubrió y dirigió a miembros de la Red para rescatarlos. Una vez libre, Walker pudo ayudar a la Red a derrotar a Hate-Monger.

### Devil's Reign
Después de que Kingpin proscribiera a los superhéroes en Nueva York, Walker se une como voluntario a sus Unidades Thunderbolt. Afirma estar allí para hacer cumplir la ley y mantener a los villanos bajo control, pero trabaja en secreto para el FBI recopilando pruebas. Sin embargo, cada vez que Fisk traspasa los límites de la ley, usa los poderes del Hombre Púrpura para mantener a Walker a raya. Kingpin planea mejorar los poderes del Hombre Púrpura con los de los Niños Púrpura. Los Thunderbolts tienen la tarea de encontrarlos.
Walker logra liderar al equipo y capturar a 4 de los 5 Niños Púrpura antes de que Jessica Jones y Los Campeones intenten detenerlo. Ahora que Kingpin tiene más poder para controlar a sus Thunderbolts, usa su control mental para obligarlos a iniciar un motín. Se enfrentarían a los Vengadores, pero finalmente serían liberados por el quinto Niño Púrpura, quien logró dominar a su padre. Mientras que el resto del equipo fue arrestado, Walker conservó su libertad gracias a su condición de agente encubierto del FBI. Libre de su equipo de Thunderbolts, Walker aceptó una nueva asignación en Myrmidon, la prisión de máxima seguridad para superhumanos.

### Operación: Golpe Mundial
Walker recibe un puñetazo en la garganta de Cráneo Rojo, Walker se asoció con Todd Ziller, alias Kaiju Americano, para varias operaciones oficiales estadounidenses. Su nueva misión era atacar Latveria; sin embargo, Cráneo Rojo manipuló la operación para encubrirlo y escapar de su búnker latveriano. Bucky obtuvo información sobre esta manipulación e intentó detenerlos mientras esperaban su autorización en Hong Kong.
Desafortunadamente, Cráneo Rojo ya había implantado un programa de control mental en Ziller, obligándolo a transformarse en su forma bestial y atacar Hong Kong. Trabajando con Bucky y Shang-Chi, lograron incapacitar a Todd y devolverlo a su forma heroica. Ante la verdad de su nueva misión, Walker aceptó a regañadientes unirse a los Thunderbolts de Bucky para enfrentarse a Cráneo Rojo.
Como Doom no estaba dispuesto a cooperar con los Thunderbolts, Walker y el equipo se vieron obligados a infiltrarse en el país. Tras penetrar el búnker de Cráneo Rojo, Walker se unió a los demás contra el ejército cíborg de Cráneo. Intentó enfrentarse a Cráneo uno a uno, pero Cráneo le dio un golpe en la garganta con su propio escudo. Afortunadamente, el plan de los Thunderbolts era ser lo más visible posible para llamar la atención de Doom, quien vería a Cráneo en su país y le asestaría el golpe fatal.
Con la misión terminada, Walker aceptó estar disponible si Bucky encontraba un nuevo objetivo.

### Un mundo bajo Doom
Después de que el Doctor Doom usurpara el título de Hechicero Supremo y se hiciera emperador mundial, Walker buscó respuestas en el fondo de una botella. Bucky lo sacó de su estupor para que se reuniera con los Thunderbolts para que pudieran convertirse en una operación de sabotaje inspirada en la Resistencia francesa. Su primer objetivo fue un tren sin vías que transportaba un alijo de vibranium. El tren estaba protegido por una nueva Ciudadana V, que se reveló como la viva Valentina de Fontaine. Los Thunderbolts lograron asegurar el alijo y escapar. Desafortunadamente, Walker fue tomado como rehén.

## Poderes y habilidades
Como resultado del proceso experimental de aumento mutagénico realizado por el Dr. Karl Malus en representación de Power Broker, John Walker tiene una fuerza sobrehumana (capaz de levantar diez toneladas bajo el máximo esfuerzo), agilidad, reflejos / reacciones y resistencia. Su velocidad, destreza, coordinación y equilibrio son del orden de un atleta olímpico superior.
Aparte de las ventajas anteriores, U.S. Agent es un excepcional combatiente cuerpo a cuerpo y está altamente entrenado en gimnasia y acrobacia, ya que ha recibido un entrenamiento riguroso en combate desarmado y el uso de su escudo en un estilo similar al estilo de lucha del Capitán América por el Taskmaster.
Él es un veterano de combate experimentado con experiencia en combate militar en planificación táctica y estratégica, observaciones y operaciones especiales, se ha demostrado que tiene un dominio fluido del idioma árabe, es técnicamente lo suficientemente competente como para evitar un sistema de seguridad avanzado, es un piloto calificado de ala fija, es un buzo entrenado, y es altamente competente en el uso de armas de fuego convencionales.
Es capaz de usar su escudo de vibranium casi indestructible para propósitos defensivos y como arma. Tiene gran precisión para lanzar su escudo y, debido a su fuerza sobrehumana, es potencialmente un arma letal.
El U.S. Agent ha usado una variedad de escudos en su época, heredando inicialmente el indestructible escudo circular del Capitán América después de que Steve Rogers lo abandonó al renunciar al cargo y se negó a trabajar para la Comisión para Actividades Superhumanas. U.S. Agent, más tarde, recibió la réplica de Vibranium de este escudo provisto por Pantera Negra y utilizado por Steve Rogers cuando Rogers adoptó el título de "El Capitán". U.S. Agent adoptó brevemente un escudo de control remoto contra Hawkeye y los Thunderbolts. Durante su tiempo con los Nuevos Invasores, U.S. Agent poseía un escudo en forma de estrella con púas retráctiles. El escudo estaba decorado con los nombres de los estadounidenses que habían muerto a manos de terroristas, así como una fotografía de los padres del U.S. Agent.
U.S. Agent también usa tela sintética a prueba de balas elástica.
Después de haber sido gravemente herido por el villano Protocide, U.S. Agent recibió un exoesqueleto de S.H.I.E.L.D. que le permitió seguir caminando y, según la directora Sharon Carter, también pudo haber proporcionado "Un beneficio adicional o dos".
Después de haber sido paralizado por Nuke, John Walker perdió un brazo y una pierna. Eligiendo usar prótesis ordinarias de baja tecnología, retira su identidad de U.S. Agent, y ya no tiene acceso a sus armas y equipo. Sin embargo, aún conserva toda su capacidad para actuar en defensa propia.
En un momento dado, el Agente usó guardias de muñeca que produjeron un escudo de energía, así como explosiones de energía. El traje del U.S. Agent incorporó un "receptor de relevo del pensamiento" que recoge sus órdenes mentales y le da forma a su escudo como lo desee. En las propias palabras del U.S. Agent: "¡Es mejor que la vieja tapa de la papelera!
En su primera identidad disfrazada de Súper Patriota, Walker usó un disfraz que era capaz de detener múltiples disparos con una pistola a quemarropa, y también usó estrellas arrojadizas y una antorcha de fuego.

## Otras versiones

### 'What If?'
En una realidad alternativa, John Walker se convierte en Capitán América y lucha con Steve Rogers, con solo la intervención de Nick Fury y el entonces presidente Ronald Reagan que ponen fin a las hostilidades. Regan da un discurso en el que consagra la importancia de ayudar al gobierno contra enemigos extranjeros y en apoyo de los asuntos internos, pero también la importancia de Estados Unidos como una nación de individuos: ideologías representadas por Walker y Rogers, respectivamente. Su discurso es trágicamente corto, sin embargo, cuando el jefe de la Comisión, Douglas Rockwell, asesina a Rogers por dispararle a tiros a las órdenes de Red Skull, que en secreto había planeado la caída de Rogers y estaba cerca de ver fracasar sus planes. A la luz de la muerte de Rogers, el presidente solicita que John Walker se convierta en el nuevo Capitán América. Sin embargo, como era antes, Walker es letalmente violento, y sin Steve Rogers vivo para detener su furia, no se controla hasta que la nación arde. Finalmente, Walker es detenido y encarcelado en la Bóveda por sus crímenes, pero el gobierno, al darse cuenta de que el hombre que llevaba el disfraz era mucho más importante que el disfraz en sí mismo, decide retirar el papel del Capitán América y enviarlo a un museo. Más tarde, Red Skull visita el museo, se encuentra debajo del memorial de su mejor enemigo, un enemigo ahora completamente destruido y reducido a nada más que un recuerdo, y se ríe cuando finalmente ha triunfado.
En otra realidad distópica alternativa en la que los Vengadores no descubrieron la helada tumba del Capitán América (Steve Rogers) hasta mucho más tarde en la historia, U.S. Agent es una vez más un villano, que trabaja para un gobierno opresivamente de derechas de los Estados Unidos y lleva el nombre de "American Agent".

### Marvel Zombies
En un panel, U.S. Agent se muestra como uno de los héroes supervivientes en el Helicarrier se S.H.I.E.L.D. Pregunta por qué está presente Magneto, a lo que Nick Fury responde: "todo aquel que no sea un zombi es un aliado".Pero es amenazado por Wolverine.

### Ultimate Marvel
En el universo de Ultimate Marvel, el "Mayor" John Walker aparece en Ultimate Comics: X-Men # 9 como un oficial de alto rango en Camp Angel, una instalación que se utiliza para albergar mutantes tras el "Ultimátum". El campamento parece ser cómplice de la paliza y la tortura de algunos mutantes. Cuando llega la noticia de que todos los mutantes son en realidad el resultado de experimentos secretos del gobierno, se producen disturbios en el campamento dirigido por el X-Man Tormenta.

### SS Agent
John Walker, de la Tierra 9907, es el líder adjunto de la Guardia del Trueno, la temida fuerza policial superhumana de la Tierra. SS Agent tiene un escudo de energía fotónica y de vestuario similar al usado y usado por U.S. Agent durante su tiempo con Force Works. Apareció por primera vez en el # 10 de Avengers Next.

## En otros medios

### Televisión
- Aunque Force Works aparecía con frecuencia en la serie de televisión Iron Man, U.S. Agent fue reemplazado por Hawkeye. Apareció en la serie de 8 números conectados Marvel Action Hour: Iron Man.

### Universo Cinematográfico de Marvel
John Walker aparece en los medios ambientados en el Universo Cinematográfico de Marvel (UCM), interpretado por Wyatt Russell.Esta versión porta un arma de fuego y el Escudo del Capitán América, que Steve Rogers legó a Sam Wilson, quien a su vez lo entregó al gobierno y posteriormente se lo entregó a Walker. Además, Walker tiene una esposa que lo apoya, Olivia (interpretada por Gabrielle Byndloss).
- Apareciendo por primera vez en la miniserie de Disney+ The Falcon and The Winter Soldier (2021), Walker es presentado al público como el sucesor elegido por el gobierno de Rogers como el nuevo Capitán América.[25]Después de varios intentos fallidos de detener a los Flag Smashers, Walker rescata e ingiere un Suero del Supersoldado recreado. Después de que la líder de los Flag Smashers, Karli Morgenthau, mata a su compañero Lemar Hoskins, un enfurecido Walker mata a uno de sus compañeros Flag Smashers frente a una multitud horrorizada. En respuesta, Wilson y Bucky Barnes le quitan el escudo antes de que el gobierno lo despoje de su papel como Capitán América y lo dé de baja del servicio. Walker luego es visitado y reclutado por la condesa Valentina Allegra de Fontaine antes de visitar a la familia de Hoskins para informarles de su muerte. Todavía enfurecido por esto y amargado por el trato que le dio el gobierno, Walker comienza a construir un nuevo escudo con chatarra y sus medallas de guerra. A pesar de perderlo al luchar contra Morgenthau, la deja escapar para salvar una camioneta con rehenes y ayuda a Barnes a capturar a los Flag Smashers restantes. Walker y Olivia se reúnen más tarde con De Fontaine, quien le da un traje nuevo y lo apoda "U.S. Agent".
- Una variante de la línea temporal alternativa de Walker con temática de la frontera estadounidense aparece en el episodio de "What If...? (2024), "What If... 1872?", con la voz de Russell.[26]Esta versión es el líder de una banda de forajidos.
- Walker / U.S. Agent aparece en la película Thunderbolts* (2025),[27]en la que ayuda a fundar el equipo homónimo antes de que De Fontaine los rebautice como los Nuevos Vengadores.
- Russell repetirá su papel de Walker / U.S. Agent en la próxima película Avengers: Doomsday (2026).[28]

### Videojuegos
- U.S. Agent aparece como una versión de la paleta intercambiada de Capitán América (Steve Rogers) en Marvel Super Heroes vs. Street Fighter, con citas ganadoras.
- U.S. Agent aparece como un personaje secundario en Marvel vs. Capcom: Clash of Super Heroes, que puede ayudar al jugador en la batalla con un movimiento especial.
- U.S. Agent es un traje alternativo para el Capitán América (Steve Rogers) en Marvel: Ultimate Alliance.
- U.S. Agent es un personaje jugable en el videojuego Marvel Super Hero Squad, con la voz de Nolan North.
- El disfraz de U.S. Agent se puede usar como disfraz para el Capitán América (Steve Rogers) en Marvel Heroes y también se puede usar como traje cosmético en el videojuego Marvel's Avengers

### Juguetes
- En 1990, ToyBiz produjo una figura de acción de un U.S. Agent para su línea de juguetes Marvel Superhéroes. La figura no era más que un repintado de la figura de acción del Capitán América previamente lanzada.
- En 1995, ToyBiz lanzó una línea de figuras de acción para la serie animada Iron Man de 1994. Se produjo una figura de acción de un U.S. Agent, pero nunca llegó al mercado masivo. Sin embargo, la cifra finalmente se publicó en los mercados internacionales y en algunos casos de paquetes cortos. Se convirtió en una de las figuras más valiosas de la línea. ToyBiz lanzó la versión original de la figura en una convención, esa versión generalmente se vende por 2 a 3 veces más que la del lanzamiento internacional. La figura fue remodelada más tarde para convertirse en la armadura astral del Profesor Xavier en la línea de juguetes X-Men.
- U.S. Agent está en la licencia de Marvel minimiza. Es una figura de dos pulgadas que viene con su escudo, y un repintado del cinturón de Blade. Aparece en el paquete con el Taskmaster.
- Una figura de un U.S. Agent con su traje original es parte del segmento Comic Series de la línea de figuras de acción de Hasbro basada en la película de 2011 Capitán América.
- A partir de 2012, Hasbro presentó a un U.S. Agent de 6 pulgadas con el traje original en Wave 3 de su línea Return of Marvel Legends.

## Ediciones recogidas
| Título                                     | Material recogido | ISBN |
| ------------------------------------------ | --- | ---- |
| Captain America: The Captain               | Captain America #332–350; Iron Man #228 |      |
| Captain America: Scourge of the Underworld | Captain America #318–320, back-up stories from #358–362; USAgent #1–4; |      |
| Avengers West Coast: Vision Quest          | Avengers West Coast #42–50 |      |
| Avengers West Coast: Darker than Scarlet   | Avengers West Coast #51–57 and #60–62 |      |
| Avengers/X-Men: Maximum Security           | Maximum Security: Dangerous Planet, Maximum Security #1–3, Captain America #36, Thor #30, Uncanny X-Men #387, Bishop: The Last X-Man #15, Iron Man #35, Avengers #35, Gambit #23, X-Men #107 and X-Men Unlimited #29 |      |
| Avengers: Once an Invader                  | Avengers #82–84 and New Invaders #0 |      |
| New Invaders: An End to All Wars           | New Invaders' #1–9 |      |
| Omega Flight                               | Omega Flight #1–5, Civil War: Choosing Sides |      |
| Weapon Omega                               | Material from Marvel Comics Presents #1–12 |      |
| Mighty Avengers: Earth's Mightiest         | Mighty Avengers #21–26, Secret Invasion: Requiem |      |
| Mighty Avengers: The Unspoken              | Mighty Avengers #27–31 |      |
| Mighty Avengers: Siege                     | Mighty Avengers #32–36 |      |
| Thunderbolts: Siege                        | Thunderbolts #138–143 |      |
| Thunderbolts: Cage                         | Thunderbolts #144–147 |      |